# Kościelec Wąskotorowy
Kościelec Wąskotorowy – dawny przystanek osobowy kolei wąskotorowej w Kościelcu, w gminie Proszowice, w powiecie proszowickim, w województwie małopolskim, w Polsce.